# Gmoa
Gmoa ist ein Ortsteil der Gemeinde Fischbach im Bezirk Weiz in der Steiermark.
Gmoa befindet sich, direkt angebaut, nördlich von Fischbach am Bergfuß des Teufelsteins, einem bewaldeten Bergrücken mit einem markanten Gipfelpunkt. Die Landesstraße L114 von Fischbach hinauf zum Schanzsattel führt durch den Ort, der auch in der Vorrangzonenkarte des Landes Steiermark als bevorrangte Zone für Bebauung ausgewiesen ist.